# عمر تايري
عمر تايري (بالإنجليزية: Omar Tyree)‏ (15 أبريل 1969، فيلادلفيا في الولايات المتحدة)؛ روائي أمريكي. درس في جامعة هوارد.